# شیرین مجد
شیرین مجد نوازنده، خواننده اپرای ایرانی ساکن استرالیا است.
شیرین مجد متولد تهران است. او موسیقی را از سن ۱۰ سالگی و فعالیت حرفه‌ای خود در آواز کلاسیک را با عضویت در گروه کر دانشگاه تربیت مدرس و تالار وحدت آغاز کرد. او با استادانی چون «علی رهبری»، «شهرداد روحانی»، «کامبیز روشن روان»، «مهدی قاسمی» و «لوریس چکناواریان» همکاری کرده‌است.
شیرین پس از پایان دوره کارشناسی در مرمت بنا، برای ادامه تحصیل در رشته آواز کلاسیک به ارمنستان و اتریش سفر کرد و پس از دریافت دیپلم آواز در دوره تابستانی دانشگاه موتزارتیوم سالزبورگ و یک سال تحصیل در دانشگاه «گراتز» در رشته موسیقی، در ژوئیه ۲۰۱۱ به استرالیا مهاجرت کرد. او در سال ۲۰۱۱ گروه موسیقی «آوای شیرین» را در استرالیا پایه گذاشت و در سال ۲۰۱۲ به عنوان بهترین خواننده مهاجر در مجموعه کنسرت‌های سازمان چند فرهنگی بریزبن انتخاب شد. او دانشجوی دوره کارشناسی ارشد در رشته اپرا در بریزبن استرالیا است.
شیرین مجد اجراهای متعددی را در کارنامه هنری خود دارد؛ و در ژوئیه سال ۲۰۱۵ به همراه شاهرخ مشکین قلم بازیگر تئاتر، نمایشنامه‌نویس و رقص‌پرداز ایرانی ساکن پاریس، یکی از کارهای خود به نام «تولدی دیگر» را که با استفاده از اشعار فروغ فرخزاد شکل گرفته، در شهرهای سیدنی، بریزبن و ملبورن به روی صحنه برد.
شیرین مجد نخستین خواننده کلاسیک ایرانی است که در مسابقات تلویزیونی «دِ وُیس» (به انگلیسی: The Voice) استرالیا شرکت کرده‌است.

## دیسکوگرافی
نوستالژی تولد تازه (۲۰۱۶)
موسیقی همهٔ ترانه‌ها توسط فریدون شهبازیان ساخته شده‌است.
| شماره      | نام         | سراینده           | آهنگساز         | مدت   |
| ---------- | ----------- | ----------------- | --------------- | ----- |
| ۱.         | «آتش عشق»   | رهی معیری         | فریدون شهبازیان | ۶:۱۰  |
| ۲.         | «دل ساده»   | اهورا ایمان       | فریدون شهبازیان | ۴:۴۸  |
| ۳.         | «غریب آشنا» | اهورا ایمان       | فریدون شهبازیان | ۴:۲۰  |
| ۴.         | «گل گلدون»  | تورج نگهبان       | فریدون شهبازیان | ۷:۴۴  |
| ۵.         | «نسیم بهار» | محمدرضا نعمتی‌زاده | فریدون شهبازیان | ۶:۰۵  |
| مجموع مدت: | مجموع مدت:  | مجموع مدت:        | مجموع مدت:      | ۲۹:۰۷ |